# First Dates: Crucero
First dates: Crucero fue una versión del dating show First dates, ambos programas emitidos en Cuatro. Fue presentado también por Carlos Sobera, aunque en su segunda temporada llevó las riendas Jesús Vázquez, y se emitió entre el 13 de enero de 2020 y el 25 de abril de 2022. El formato se desarrollaba a bordo de un barco.

## Mecánica
A diferencia del formato original, en este caso son 100 los solteros que suben a bordo de un barco con el objetivo de encontrar el amor. Además, aparte de la cena habitual donde se conocen los participantes, el programa realiza un seguimiento para ver la evolución de estas historias. Asimismo, no toda la acción se desarrolla en el barco, sino que también se realizan excursiones por varias localidades europeas como Barcelona, Marsella, Génova, Nápoles, Mesina y Malta.

## Equipo
Presentadores
| Cadena        | Cuatro (canal de televisión) | Cuatro (canal de televisión) | Información          | Programas        |
| Año           | 2020                         | 2022                         | Información          | Programas        |
| ------------- | ---------------------------- | ---------------------------- | -------------------- | ---------------- |
| Carlos Sobera |                              |                              | Presentador titular. | Programa 1 - 10  |
| Jesús Vázquez |                              |                              | Presentador titular. | Programa 11 - 20 |

Colaboradores
| Cadena          | Cuatro (canal de televisión) | Cuatro (canal de televisión) | Información | Programas       |
| Año             | 2020                         | 2022                         | Información | Programas       |
| --------------- | ---------------------------- | ---------------------------- | ----------- | --------------- |
| Matías Roure    |                              |                              | Barman.     | Programa 1 - 20 |
| Lidia Torrent   |                              |                              | Camarera.   | Programa 1 - 20 |
| Yulia Demóss    |                              |                              | Camarera.   | Programa 1 - 20 |
| Marisa Zapata   |                              |                              | Camarera.   | Programa 1 - 20 |
| Cristina Zapata |                              |                              | Camarera.   | Programa 1 - 20 |

## Temporadas

### Temporada 1 (2020)
| N.º | Fecha de emisión      | Audiencia         |
| --- | --------------------- | ----------------- |
| 1   | 13 de enero de 2020   | 1 416 000 (10,0%) |
| 2   | 20 de enero de 2020   | 1 187 000 (8,2%)  |
| 3   | 27 de enero de 2020   | 1 206 000 (8,4%)  |
| 4   | 3 de febrero de 2020  | 979 000 (7,1%)    |
| 5   | 10 de febrero de 2020 | 1 012 000 (7,4%)  |
| 6   | 17 de febrero de 2020 | 1 041 000 (7,5%)  |
| 7   | 24 de febrero de 2020 | 926 000 (6,9%)    |
| 8   | 2 de marzo de 2020    | 808 000 (5,9%)    |
| 9   | 9 de marzo de 2020    | 818 000 (6,0%)    |
| 10  | 16 de marzo de 2020   | 993 000 (5,9%)    |

### Temporada 2 (2022)
| N.º | Fecha de emisión      | Audiencia      |
| --- | --------------------- | -------------- |
| 11  | 21 de febrero de 2022 | 580 000 (5,1%) |
| 12  | 28 de febrero de 2022 | 611 000 (5,4%) |
| 13  | 7 de marzo de 2022    | 593 000 (5,3%) |
| 14  | 14 de marzo de 2022   | 697 000 (6,5%) |
| 15  | 21 de marzo de 2022   | 627 000 (5,7%) |
| 16  | 28 de marzo de 2022   | 656 000 (6,0%) |
| 17  | 4 de abril de 2022    | 547 000 (5,1%) |
| 18  | 11 de abril de 2022   | 598 000 (5,2%) |
| 19  | 18 de abril de 2022   | 438 000 (4,2%) |
| 20  | 25 de abril de 2022   | 545 000 (4,8%) |

## Audiencia media
| Temporada                                | Fecha | Programas | Cadena | Espectadores | Cuota de pantalla |
| ---------------------------------------- | ----- | --------- | ------ | ------------ | ----------------- |
| First dates: Crucero (Primera temporada) | 2020  | 10        | Cuatro | 1 039 000    | 7,3%              |
| First dates: Crucero (Segunda temporada) | 2022  | 10        | Cuatro | 589 000      | 5,3%              |